# アイントゥー
英姐（アイントゥー、國語字：Anh Thư）、本名阮氏英姐（グィエン・ティ・アイントゥー、國語字：Nguyễn Thị Anh Thư、1982年4月26日 - ）は、ベトナムのモデルおよび女優。彼女は2000年代の最も成功したベトナムのモデルとしてしばしば認識され、「第一のヴェデット」と呼ばれています。

## 経歴
アイントゥーの最初のメディア出演は18歳の時である。その時、彼女は「かわいい紫のインク滴」と呼ばれる学生のための美人コンテストに参加し、2番目の準優勝者（3位）になり、スポンサー賞「ミス・ヘイズライン」を受賞しました。同年、「ミス・ベトナム」に参加し、トップ22入り。2001年、「ミス・フォトモデル・ベトナム」に参加しました。 全国の観客から最も多くの投票を獲得した出場者であるにもかかわらず、彼女はトップ5に入らず、トップ10にとどまりました。
2004年、彼女は映画『足の長い女の子達』に主演した。 この映画は商業的に大きな成功を収め、当時ベトナムで最も高収入の映画の1つになりました。映画の成功に加えて、アイントゥーはモデリングのキャリアでも多くの成功を収めました。彼女は多くの有名な雑誌の表紙モデルであり、多くの大手ブランドのアンバサダーでした。
2005年1月29日、アイントゥーはオクナインテリテリマ大賞（黄梅大賞）で「BEST ACTRESS」を受賞し、演技賞で受賞した最初のベトナム女性モデルになりました。2日後のベトナムモデル大賞で、彼女は「最も優秀な女性モデル」と「最も愛されている女性モデル」の2つの賞を受賞しました。わずか3日間で3つの賞を受賞し、最短時間で最も多くの賞を受賞するベトナム人アーティストになるという記録を打ち立てました。その後、彼女は2つのヒットTVシリーズ『熱帯の雪』と『楽園の鳥の花』に参加しました。

## フィルモグラフィ

### 映画
| 年   | 題名                                                     | 役名   | 備考       |
| ---- | -------------------------------------------------------- | ------ | ---------- |
| 2004 | 足の長い女の子達 Những cô gái chân dài                   | トゥイ | 主演       |
| 2006 | チュアン・バーの魂、肉屋の皮 Hồn Trương Ba, da hàng thịt | ティ   | 主演       |
| 2007 | ムイ Mười                                                | ムイ   | 主演       |
| 2013 | すばしこいエンジェル Những thiên thần nhanh nhạy         | 自己   | カメオ出演 |
| 2018 | 輝ける日々に Tháng năm rực rỡ                            | アイン | カメオ出演 |
| 2021 | 懺悔 Sám hối                                             | トゥイ | 主演       |

### テレビドラマ
| 年   | 題名                                                     | 役名     | 備考 |
| ---- | -------------------------------------------------------- | -------- | ---- |
| 2004 | 国境地域の霧 Sương gió biên thùy                         | チャム   |      |
| 2006 | 熱帯の雪 Tuyết nhiệt đới                                 | ハン     | 主演 |
| 2008 | 楽園の鳥の花 Hoa thiên điểu                              | ラン     | 主演 |
| 2009 | 多分私たちはお互いを愛していますか Có lẽ nào ta yêu nhau | ラン     | 主演 |
| 2011 | あなたと私 Anh và em                                     | アイン   | 主演 |
| 2013 | 最後まで愛する Yêu đến tận cùng                          | アーン   | 主演 |
| 2015 | 終わりのない幸せ Hạnh phúc bất tận                       | ウイエン | 主演 |
| 2016 | ホワイトヴィラ Biệt thự trắng                            | アーン   | 主演 |

## 受賞歴
| 年     | 授賞式             | 賞                         | 結果 |
| ------ | ------------------ | -------------------------- | ---- |
| 2004年 | 黄梅大賞           | BEST ACTRESS               | 受賞 |
| 2004年 | ベトナムモデル大賞 | 最も優秀な女性モデル       | 受賞 |
| 2004年 | ベトナムモデル大賞 | 最も愛されている女性モデル | 受賞 |